# Crocomela regia
Crocomela regia là một loài bướm đêm thuộc phân họ Arctiinae, họ Erebidae.